# Rapún
Rapún es una localidad española perteneciente al municipio de Sabiñánigo, en el Alto Gállego, provincia de Huesca, Aragón.
| 9          | 17 | 8 |
| (Fuente: ) |    |   |